# Marcus Slaughter
Pour les articles homonymes, voir Slaughter.
Marcus Anthony Slaughter, né le 18 mars 1985 à San Leandro (Californie), est un joueur américain de basket-ball.

## Biographie
Il effectue un cursus universitaire dans l'université d'État de San Diego où il évolue avec les Aztecs de San Diego State. Il dispute trois saisons avec celle-ci, terminant avec des moyennes de 13,9 points, 8,9 rebonds, 1,3 passe. Il dispute un total de 87 matches. Il se présente à la Draft 2006 de la NBA, mais n'est pas sélectionné. Il participe à la Summer League des Lakers de Los Angeles, mais ne parvient pas à signer un contrat.
Il joue pour Pınar Karşıyaka à Izmir en ligue turque compilant 13,3 points, 10,1 rebonds, 1,2 contre et 2,3 balles volées et est nommé MVP 2007 du All-Star Game. Il signe en juin 2007 un contrat de deux ans avec le Heat de Miami, mais celui-ci est résilié le 29 octobre 2007.
En 2007-2008, il signe au Hapoël Jérusalem en Israël, mais termine la saison en France au BCM Gravelines Dunkerque.
L'année suivante, il commence la saison au Eisbären Bremerhaven et arrive en novembre au Havre. Il termine meilleur rebondeur du championnat (9,5), septième marqueur (16), premier à l’évaluation (21,5), deuxième contreur et douzième intercepteur (1,6), le tout en 30 minutes et 21 matches.
À l'été 2009, il signe avec l'équipe française du SLUC Nancy, pour deux ans, dont un en option. En juin 2010, il rejoint pour un an le club espagnol CB Valladolid en Liga ACB. Durant cette dernière saison, il présente des statistiques de 9,9 points, 6 rebonds et 0,6 passe en 23 minutes. Le 15 juillet 2011, il s'engage pour un an chez le double champion allemand en titre, Bamberg, club qui dispute la saison régulière de l'Euroligue.
Le 21 août 2012, il signe un contrat d'un an avec le club du Real Madrid grâce à ses bonnes performances avec l'équipe de Bamberg.
Au mois de juillet 2020, il prolonge son contrat avec l'AEK Athènes pour une saison supplémentaire.

## Palmarès
- Vainqueur de la Coupe du Roi d'Espagne en 2014.